# 5368 Vitagliano
5368 Vitagliano è un asteroide della fascia principale. Scoperto nel 1984, presenta un'orbita caratterizzata da un semiasse maggiore pari a 3,9622294 UA e da un'eccentricità di 0,0815960, inclinata di 6,26438° rispetto all'eclittica.
L'asteroide è dedicato ad Aldo Vitagliano, docente presso l'università Federico II di Napoli e che ha sviluppato un programma (Solex) generatore di effemeridi dei corpi del sistema solare.